# بريدجيت ماركوارت
 بريدجيت كريستينا ماركوارت  (بالإنجليزية: Bridget Marquardt)‏(قبل الزواج سندماير ; مواليد 25 سبتمبر 1973) شخصية تلفزيونية، عارضة أزياء وممثلة أمريكية، عرفت عن دورها في مسلسل تلفزيوني الواقع فتيات الباب الجانبي، التي صورت حياتها كواحدة من صديقات صاحب مجلة بلاي بوي هيو هيفنر، على الرغم من عدم اختيارها عارضة بلاي بوي بلاي ميت، إلا أنها ظهرت في صور مع وصديقات هيفنر، هولي ماديسون وكندرا ويلكنسون.

## روابط خارجية
- بريدجيت ماركوارت على موقع IMDb (الإنجليزية)
- بريدجيت ماركوارت على موقع ألو سيني (الفرنسية)
- بريدجيت ماركوارت على موقع أول موفي (الإنجليزية)
- بريدجيت ماركوارت على موقع إن إن دي بي (الإنجليزية)
- بريدجيت ماركوارت على موقع قاعدة بيانات الفيلم (الإنجليزية)
- بريدجيت ماركوارت على موقع كينوبويسك (الروسية)